# Nyékládháza
Nyékládháza város Borsod-Abaúj-Zemplén vármegyében, a Miskolci járásban.

## Fekvése
A megyeszékhely, Miskolc vonzáskörzetében, attól 14 kilométerre délre található. A közvetlenül határos települések: észak felől Mályi, északkelet felől Sajólád, kelet felől Ónod, délkelet felől Muhi és Hejőkeresztúr, dél felől Emőd, nyugat felől Bükkaranyos, északnyugaton pedig egy rövid szakaszon határos még Miskolccal is.

### Megközelítése
Legfontosabb közúti megközelítési útvonalai a 3-as főút, mely Budapesttel és Miskolccal, illetve a 35-ös főút, mely Debrecennel köti össze, ráadásul mindkettő áthalad a lakott területei között is. A környező kisebb települések közül Mezőcsáttal (és a Tiszát komppal átszelve Tiszacsegével) a 3307-es, Ónoddal pedig a 3602-es út köti össze.
A hazai vasútvonalak közül a Budapest–Sátoraljaújhely-vasútvonal érinti, melynek egy megállási pontja van itt. Nyékládháza vasútállomás a központ közelében, attól nem messze északkeleti irányban helyezkedik el, közúti elérését a 3307-es és 3602-es utakat összekötő 36 311-es számú mellékút (települési nevén Vasút utca, illetve Kandó Kálmán utca) biztosítja. Az állomás az egyik végpontja a 2023-ban megszüntetett Nyékládháza–Tiszaújváros-vasútvonalnak (és a 2007-ben megszüntetett Mezőcsát–Hejőkeresztúr-vasútvonalnak) is.

## Története

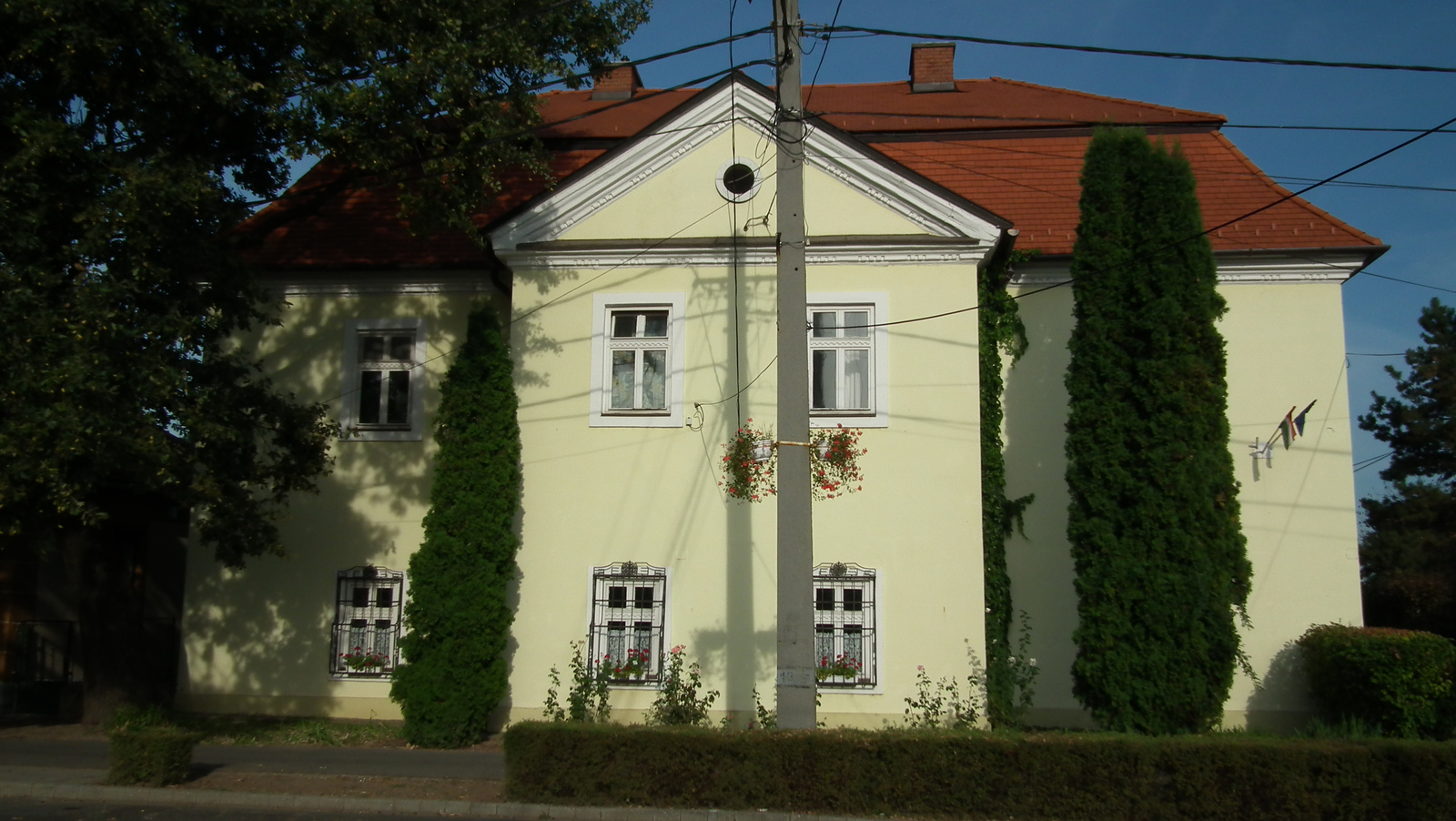
A Szepessy–Egry-kastély

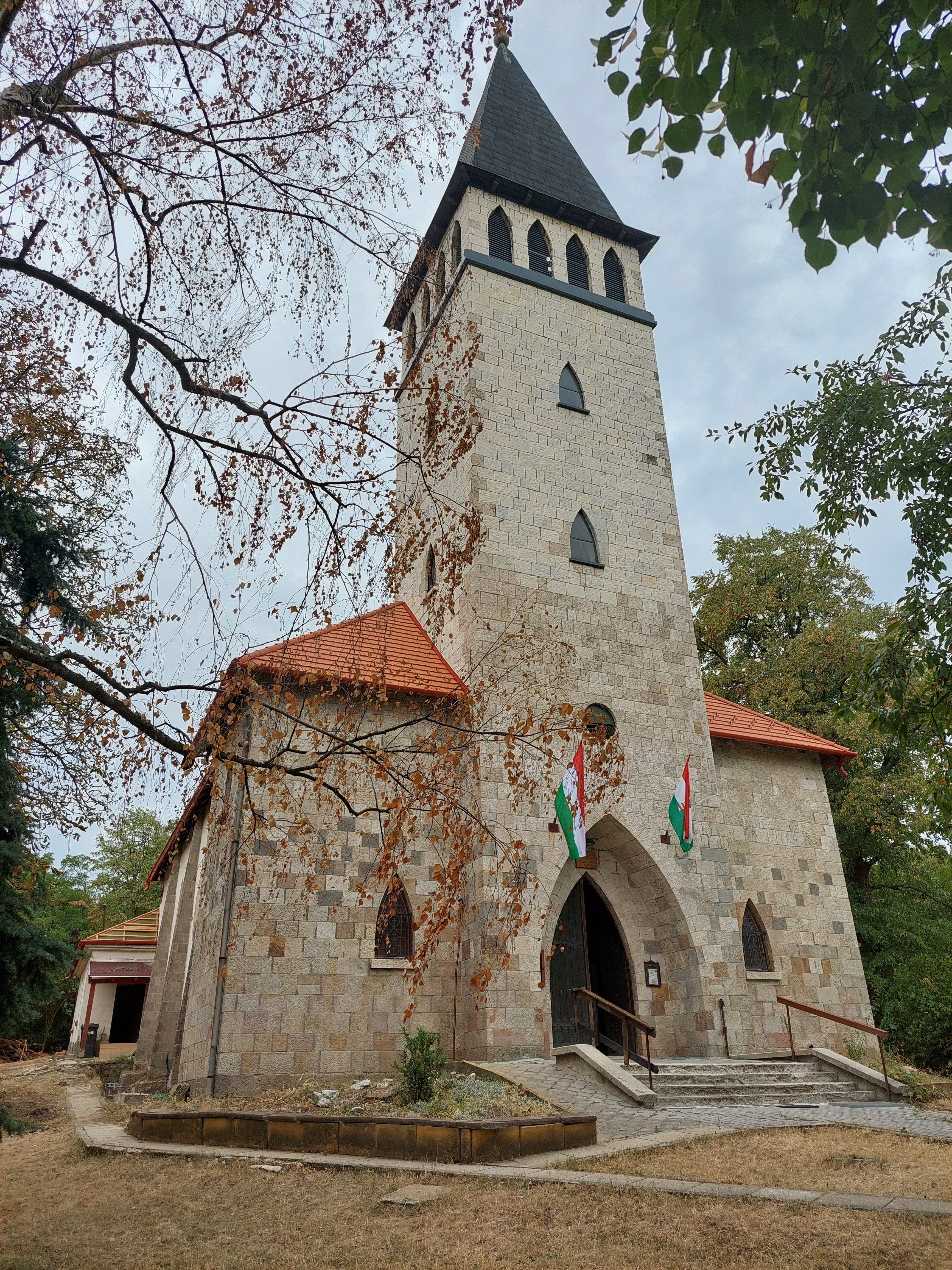
Nyékládháza római katolikus temploma

### Az őskor és középkor
A terület már az őskortól lakott, fontos bronzkori, vaskori régészeti leleteket találtak a térségben, többek között szarmata cserépedényeket és egy avar temetőt.
A Borsod vármegyei Mezőnyék a honfoglaló Nyék törzsről kapta a nevét. Mezőnyék és Ládháza települések a honfoglalás körül jöhettek létre, elsőként 1270-ben és 1293-ban említik őket, bár Mezőnyéket ekkor még más néven – a több névváltozáson keresztülment falut a 14. századtól említik Mezőnyék néven. A történelem során mindkét település sok pusztulást látott – a tatár és a török többször felégette –, de mindig újra benépesültek. 1852-ig „nyéki puszta” néven ismeretes a hely.
Ládháza neve a Lád személy- vagy nemzetségnévből ered. A névváltozások is annak a jelei lehetnek, hogy a falvakat a történelem során többször elpusztították. 1741 körül Miskolc város református családokkal telepítette be. Ezáltal gyors fejlődésnek indult. Mindkét falura a mezőgazdasági jelleg jellemző.

### A 19. és 20. század
A városközpontban az Egry-Szepessy kastély helyezkedik el, amelyet 1790–1801 között építtetett klasszicista stílusban a református felekezetű négyesi Szepessy család köznemesi ága (volt egy katolikus bárói ága a családnak is). Az építése a korabeli egy időben folyhatott a település református templomának építésével, amelyet Klir Vencel miskolci építőmester irányított. Az épület homlokzatán barokk stílusjegyek láthatóak, és a copf stílusú ablakrácsokkal ellátott manzárdtetős épület földszinti helyiségei teknőboltozatosak. 
A Szepessy család mellett az egyik másik régi nemesi földbirtokos család, amely szintén bírt földet Mezőnyéken a hejőpapi Bizony család volt. Bizony Sámuel (1744–1805), hejőcsabai református lelkésznek a két fia, hejőpapi Bizony Károly (1783–1862), valamint hejőpapi Bizony Sámuel (1790–1852), helyibeli földbirtokosok, akik Mezőnyéken húnytak el. A két fivér külön ágat alapított és a további évszázadban bírtak földet. A Bizony család több tagja sok esetben Miskolcon lakott, de mindegyiket a mezőnyéki családi református kriptában temették el. Bizony Károly egyik fia hejőpapi Bizony Tamás (1812–1893), ügyvéd, földbirtokos, a miskolci református gimnázium kormányzója, megyei bizottsági tag, miskolci városi képviselő, akinek a fia Bizony Ákos (1846–1922) jogász, országgyűlési képviselő, mezőnyéki földbirtokos.
A 20. században az Egry-Szepessy kastély utolsó lakója a kitelepítés előtt botházi Egry Zoltánné négyesi Szepessy Aranka asszony, négyesi Szepessy András (1835–1890) és okolicsnai Okolicsányi Mária (1839–1884) lánya. Férje halálát (1941-ben) követően, lakóhelye és birtoka államosítása után is benn lakhatott a kastélyban, egy helyiség a rendelkezésére állt egészen a haláláig. Szepessy Eleonóra, aki Egry Zoltánné unokahúga, Szepessy András (1874-1916) és csongrádi Bághy Eleonóra (1881-1921) lánya, Vattay Antal (1891-1966) altábornagyhoz ment férjhez.
1929-re a község nagyobb földbirtokosai: Lenz József, Piacsek Béla, vitéz Fehér Ferenc, Jakobb Tivadar, dr. Szepessy Orbán, Egry Zoltánné Szepessy Aranka, özvegy Bizony Ákosné Hosszúfalussy Róza, Bizony Sámuel, dr. Regéczy József, özv. Pócs Gusztávné, Bónis Sándorné, Szepessy Irén, Szabó Dániel, Paxy Miklós, dr. Nyilas Ferenc. A község határa 3171 kataszteri hold, amelyből 2194 hold szántó, 206 hold rét, 272 hold legelő, 114 hold szőllőés 105 hold erdőmaradvány, tudniillik kitermelt akácerdő, akkoriban pincék és szőlők helye volt.
A településen 1935-re a legnagyobb földbirtokosai: bori és dalmádi Dalmády Ödönné négyesi Szepessy Irén, aki 126 kh-as, hosszúfalui Hosszúfalussy Ákos, aki 228 kh-as, Jakobb Tivadarné rásonyi Papp Márta, aki 134 kh-as, Piacsek Béláné, aki 107 kh-as, a Magyar Katolikus Vallásalap, amely 323 kh-as, valamint Lenz József, aki 904 kh-as földbirtokkal rendelkezett.
Lenz József (1897-1965), tartalékos huszárszázados, nagykereskedő, kereskedelmi tanácsos, a jómódú nagypolgári Lenz család sarja volt. Lenz József Vattay Antal altábornagynak régi barátja ismeretsége által földbirtokot szerzett a településen az 1920-as évek elején. A Nyékládházán levő 904 kataszteri holdas birtokán gazdálkodott éveken át, amelynek közel 300 holdja gyümölcsös volt. Lenz-féle nyékládházi birtokán nagy mennyiségben és minőségben exportra termelt sárgabarackot, almát és szőlőt. Lenz József megrendelésére Möller Károly jeles építész 1938-ban kezdte a nyékládházi római katolikus templom építését. 1943. november 21-én elkészült a Lenz József által adományozott Szent István utcai római katolikus templom (Szűz Mária Szeplőtelen Szíve), amelyet maga Czapik Gyula egri érsek szentelt fel. Ugyanekkor az egri érsek átadta a pápai a "Pro Ecclessia Et Pontifice" kitüntetést Lenz Józsefnek. A római katolikus templom kriptájában fia, a Don-kanyarban hősiesen elesett ifjabb vitéz Lenz József (1922–1942) van eltemetve; a további halottak, akik a templom kriptájában nyugszanak: Lenz József templomalapítónak a Pozsonyban született és elhunyt nagyapja, idősebb Lenz József (1819–1863), kőfaragó mester, háztulajdonos, Gömöri Ilona (1913–1996), valamint boldogfai Farkas Endréné Lenz Klárának a menye, idősebb boldogfai Farkas Ákosné Lotof Anna Marie (1947–2025).
Lenz József földbirtokos, kereskedelmi tanácsos lánya, boldogfai Farkas Endréné Lenz Klára az egykori kocsordosi földbirtokos asszony, valamint a 302 kataszteri holdas újlétai szőlő és borospince tulajdonosa, az emigrációban hosszú évekig gobelin műveket alkotott; a textil kollekciójának egy része, amely egy állandó kiállításban megtekinthető a Szepessy-Egry kastélyban található.
A rendszer változás után Lenz Klára asszony adományozta a saját kezűleg készült gyűjteményét, amelynek az első kiállítását több ideig 1990. szeptember 30-ig a nyékládházi római katolikus templomban megtekinthették, majd a város művelődési házában. 1990-ben, a kiállítás megnyitásakor, Lenz Klára gobelinművész alkotása, a különleges Kolumbiában készült Indián Madonna bekerült a templom gyűjteményébe. 2014. június 28-án zajlott boldogfai Farkas Endréné Lenz Klára asszony művei kiállításának a hivatalos megnyitója a Egry-Szepessy kastélyban; ekkor a művész lánya, özv. Mayoralné boldogfai Farkas Teódora asszony és unokaöccse, ifj. boldogfai Farkas Ákos András, három darab, nagy méretű, arannyal beborított fakeretű tükröt adományozott a városnak az elhunyt művész magángyűjteményéből, amelyek a kiállítást gazdagították. 2017. augusztus 20.-án boldogfai Farkas Endréné Lenz Klára unokája, boldogfai Farkas Ákos, nemzetközi politológus, történész, egy széles aranybevonatú fakerettel díszesítve Lenz Klára által fára festett Szűz Mária képet adományozott a templomnak: a "Kolumbiai Madonna".
1932-ben a két település egyesült, ekkortól Nyékládháza a neve. 2003-ban városi rangot kapott.

## Közélete

### Polgármesterei
- 1990–1994: Galuska László (MSZP)[18]
- 1994–1998: Galuska László (MSZP)[19]
- 1998–2002: Galuska László (MSZP)[20]
- 2002–2006: Galuska László (MSZP)[21]
- 2006–2010: Galuska László (MSZP)[22]
- 2010–2014: Urbán Sándorné (független)[23]
- 2014–2017: Urbán Sándorné (független)[24]
- 2018–2019: Surmann Antal (Fidesz-KDNP)[25][26]
- 2019–2024: Tóth Balázs (független)[27]
- 2024– : Tóth Balázs (független)[1]

A településen 2018. április 22-én időközi polgármester-választást kellett tartani, az előző polgármester néhány hónappal korábban megtett lemondása miatt.

## Népesség
A település népességének változása:
| Lakosok száma | 4965 | 4868 | 4876 | 4888 | 5016 | 5030 | 4978 |
|               | 2013 | 2014 | 2015 | 2021 | 2022 | 2023 | 2024 |

2001-ben a település lakosságának közel 100%-a magyar volt.
A 2011-es népszámlálás során a lakosok 89%-a magyarnak, 0,2% cigánynak, 0,5% németnek, 0,2% románnak, 0,2% ruszinnak mondta magát (10,9% nem nyilatkozott; a kettős identitások miatt a végösszeg nagyobb lehet 100%-nál). A vallási megoszlás a következő volt: római katolikus 36,1%, református 20,8%, görögkatolikus 3,3%, evangélikus 0,6%, felekezeten kívüli 12,4% (26% nem nyilatkozott).
2022-ben a lakosság 89,2%-a vallotta magát magyarnak, 0,5% cigánynak, 0,4% németnek, 0,2% románnak, 0,1-0,1% görögnek, bolgárnak, ukránnak, szlováknak és szlovénnek, 3,4% egyéb, nem hazai nemzetiségűnek (10,7% nem nyilatkozott; a kettős identitások miatt a végösszeg nagyobb lehet 100%-nál). Vallásuk szerint 22,8% volt római katolikus, 18,7% református, 3,3% görög katolikus, 0,7% egyéb keresztény, 0,5% evangélikus, 0,1% izraelita, 11% felekezeten kívüli (41,7% nem válaszolt).
Nyékládháza település történeti népesség (lakosság számának) változásai (1900-2011. év)
| év    | népesség száma (fő) |
| ----- | ------------------- |
| 1900. | 1236                |
| 1910. | 1407                |
| 1920. | 1620                |
| 1930. | 2138                |
| 1941  | 2209                |
| 1949. | 2369                |
| 1960  | 3105                |
| 1970  | 3679                |
| 1980  | 4190                |
| 1990  | 4432                |
| 2001. | 4906                |
| 2011. | 5023                |

Az adatok alapján megállapítható, hogy Nyékládháza azon kevés BAZ vármegyei településekhez tartozik, amelyek esetében az elmúlt évtizedekben nem következett be lényegi csökkenés. A lakosság száma viszonylag folyamatosan növekedett egészen a 2010-es évekig elejéig, de azt követően sem volt csökkenés, inkább stagnálás figyelhető meg az utóbbi években.

## Látnivalók, programok
- Szepessy-Egri kastély
- Késő barokk református templom
- Nyéki-tó
- Nyékládházi Napok pünkösdkor
- Nyék-Rock fesztivál júniusban
- Nyékládházi Nyár és Nyékládházi Búcsú augusztusban
- Lovasnapok szeptemberben
- Nyékládházi tónap
- Nyéki Strand

Közép-Európa legnagyobb kavicsbányája 1917-ben "Mezőnyéki Kavicsbánya" néven indult be. A kavicsbányászat következtében 750 hektáros vízfelület alakult ki. A tó kiváló lehetőséget biztosít a vízi sportok kedvelőinek és a horgászoknak.
Nyékládháza a Bükki borvidék része. A kitűnő adottságokat kihasználva számos borászat és borpince található a hegyen.

## Híres személyek Nyékládházán
- Itt született és hunyt el idősebb négyesi Szepessy András (1835–1890), nyékládházi földbirtokos.
- Itt élt és gazdálkodott ifjabb négyesi Szepessy András (1874-1916), császári és királyi kamarás, Katonai Mária Terézia-rend lovagja, ezredbeli őrnagy, III. osztályú katonai érdemkereszt tulajdonosa, nyékládházi földbirtokos.
- Itt élt, gazdálkodott és hunyt el botházi Egry Zoltán (1874–1941), huszár ezredes, országgyűlési képviselő, Borsod vármegye törvényhatósági bizottságának tagja, a nyékládházai református egyház főgondnoka, a Nyékládházai Hitelszövetkezet elnöke, nyékládházi földbirtokos.
- Itt gazdálkodott és római katolikus templomot alapított Lenz József (1897–1965), kereskedelmi tanácsos, tartalékos huszárszázados, a "Gyümölcsexportőrök és Importőrök Egyesülete" elnöke, a "Déligyümölcs-kereskedők Egyesülete" alelnöke, a "Gyümölcs-, Zöldség- és Élelmiszer-kereskedők Országos Egyesülete" elnök-jelöltje, nyékládházi földbirtokos.
- Itt született és élt Dargay Attila (1927–2009), Balázs Béla-díjas magyar rajzfilmrendező és képregényrajzoló.
- Itt született és hunyt el Furmann Imre (1951–2010), magyar jogász, költő, az MDF alapító tagja.
- Itt élt Kiss Mari (1952) színésznő.

## A település az irodalomban
- A nyékládházi tórendszer az egyik helyszíne Grandpierre Lajos Az eltűnt kézirat című bűnügyi regényének.